# Svetlana Boginskaja
Svetlana Boginskaja (bjeloruski: Святлана Леанідаўна Багінская, Minsk 9. veljače 1973.) sovjetska i bjeloruska gimnastičarka.

## Natjecanja

### Olimpijske igre
Svetlana je na Olimpijskim igrama osvojila tri zlatne medalje dvije u Seolu 1988. i jednu u Barceloni 1992. godine dvije medalje su osvojene u disciplini višeboj a jedna na parteru. U Seolu je nastupala za Sovjetski Savez a u Barceloni za Zajednicu Neovisnih Država. Boginskaja je jedna od rijetkih žena u gimnastičkoj povijesti koje su se natjecale na trima Olimpijskim igrama. Jedna je od samo dvije gimnastičarke (druga je Oksana Čusovitina) koje su se natjecale za tri različita olimpijska tima (Sovjetski Savez, Zajednicu Neovisnih Država, Bjelorusija). Primljena je u Međunarodnu gimnastičku Kuću slavnih 2005. godine.

### Svjetska prvenstva
Na Svjetskim prvenstvima osvojila je ukupno devet medalja od toga čak pet zlata, tri srebra i jednu brončanu medalju. 

### Europska prvenstva
Na Europskim prvenstvima osvojila je 10 medalja od čega devet zlatnih medalja i jednu srebrenu.

## Privatni život
Danas Boginskaja živi u Houstonu sa suprugom i dvoje djece. Vodi dvije tvrtke, online prodaju odjeće i ljetni kamp za gimnastičare. Nedavno je 2007. godine otvorila pizzeriju u Katiyu.

## Vanjske poveznice
- Međunarodna gimnastička federacija  Arhivirana inačica izvorne stranice od 22. veljače 2014. (Wayback Machine)
- Biografija i rezultati natjecanja
- CBS Sports biografija